# Bạc má bụng trắng
Bạc má bụng trắng, tên khoa học Melaniparus albiventris, là một loài chim trong họ Paridae.